# سونی اریکسون آر۲۹۰
سونی اریکسون آر۲۹۰، یک سری از گوشیهای شرکت سونی اریکسون می‌باشد.